# Calvin Floyd
Calvin James Floyd (Estocolm, 15 de novembre 1931- Bromma, 11 de març de 2014) va ser un productor, guionista i director de cinema, pianista, compositor i cantant de jazz suec-estatunidenc.

## Biografia
Va estudiar cinema a la UCLA als EUA i després va treballar com a director de cinema, guionista, autor, productor i compositor. Floyd també va ser un cantant de jazz i pianista i el 1962 es va convertir en membre de l'ASCAP. Estava casat amb la guionista Yvonne Floyd. Va treballar com a editor musical a Kalmar. Floyd va morir l'11 de març de 2014 a Bromma.

## Filmografia
- Jag bombade Hiroshima (guió, 1962)
- Time of the Heathen (productor i guionista, 1961)
- Faust (productor, 1964).
- Personal Reflections (director, 1969).
- Skottet (compositor, 1969).
- Champagne Rose är död (director, guionista i compositor, 1970)
- Sams (directpr, 1974)
- Vem var Dracula? (director, productor i compositor, 1975) va participar al VIII Festival Internacional de Cinema Fantàstic i de Terror[3]
- Black Heat (productor executiu, 1976).
- Victor Frankenstein (director, guionista i productor, 1977)
- Ondskans värdshus (guionista, director i productor, 1981)
- Skulden (actor, 1982)
- Slagskämpen (productor, 1984).
- Angel of Vengeance (1987)